# カラーチャージ

カラーチャージ（英: color charge）、あるいは単にカラーとは、強い相互作用を記述する量子色力学におけるチャージである。粒子の色（いろ）と呼ばれることも多く、まれに色荷（しきか）の邦訳も用いられる。
標準模型における素粒子のうちでカラーをもつ素粒子は強い相互作用を受けるクォークと強い相互作用を媒介するグルーオンである。1960年代にクォークの持つ自由度としてのカラーチャージの導入が同時期にオスカー・W・グリーンバーグ、韓茂栄、南部陽一郎、宮本米二、堀尚一により独立して提唱された。

## 概要
1950年代から1960年代に発見された数多くのハドロンが分類されていく過程において、ハドロンがクォークによって構成されるというクォーク模型がマレー・ゲルマンによって1964年に提唱された。陽子や中性子に代表されるバリオンはクォーク模型において3つのクォークから構成されるが、例えば3つのストレンジクォークから構成されるオメガ粒子はパウリの排他原理から存在しえない。この矛盾を回避する為にクォークの新たな自由度としてカラーが導入された。カラー（色）とは、3つの異なる自由度が引き合って安定になる様子を光の三原色すなわち赤・緑・青の混色により白色となることに対応付けた名称である。クォークの帯びるカラー赤・緑・青に対して、その反粒子すなわち反クォークは対象とするクォークとは逆の性質すなわち補色（反赤・反緑・反青）に対応付けられる。クォークと反クォークとで構成されるメソンは補色同士の混色により白色となる。このようにクォークからハドロンが構成される際には、混色によるカラーが必ず白色である。これをカラーの閉じ込めという。
もちろんこれを「カラー」と称するのは SU(3) の表現論の特徴と光の三原色の性質との連想による命名であり、現実に存在する色とは全く関係無い。
カラーの自由度を入れ替える変換は3次の特殊ユニタリ群 SU(3) をなし、特に SU(3)c として color を表す添え字を付けて区別される。強い相互作用を記述する量子色力学とは、SU(3)c をゲージ群にもつヤン＝ミルズ理論である。ネーターの定理によれば、連続変換の下での対称性を持つ理論においてチャージとは変換を生成する生成子であり、カラーチャージは SU(3)c 変換を生成する。また粒子のチャージとはこの変換群での表現であり、クォークは SU(3)c の3次の基本表現である。
パイ中間子の崩壊の実験や、ドレル比を説明する為にはカラーの自由度は3となる。